# КрАЗ-250
КрАЗ-250 — семейство крупнотоннажных грузовых автомобилей третьего поколения, выпускавшихся Кременчугским автомобильным заводом (КрАЗ) с 1978 по 1994 год. Является дальнейшим развитием автомобиля КрАЗ-257.

## История
Разработка перспективного семейства грузовиков началась ещё на Ярославском автозаводе (ЯАЗ) в 1950-х годах. Вместе с переносом производства грузовых автомобилей из Ярославля в Кременчуг в 1958 году были перенесены и планы по созданию нового семейства машин с индексом «250». Самое главное новшество будущих автомобилей было в новых 8- и 12-цилиндровых двигателях (будущие ЯМЗ-238 и 240), кабине и цельнометаллических бортах (в варианте грузовика с бортовой платформой). Планировалось, что кабина грузовиков будет цельнометаллической, тогда как у выпускавшихся тогда ЯАЗов и КрАЗов она была дерево-металлической (деревянный каркас, обшитый металлическим листом). На первых опытных образцах КрАЗ-250, построенных ещё начале 1960-х годов, было оригинальное «оперение», а кабина была взята от грузовика ЗиЛ-130. Такая унификация по замыслам конструкторов давала возможность скорейшего освоения нового поколения КрАЗов.
Впрочем, ЗиЛ не смог передать штампы и прочее необходимое оборудование в Кременчуг, в результате чего кабину пришлось создавать собственную, заново. Тем временем новые 8-цилиндровые двигатели ЯМЗ-238 стали устанавливать на выпускавшиеся тогда старые модели КрАЗов. Собственная кабина была готова к середине 1960-х годов. Внешне она напоминала будущую кабину КрАЗ-250, хотя и отличалась рисунком решётки радиатора, расположением головных фар на крыльях, а не в бамперах, а также имела повышенную площадь остекления, в том числе и ветровые стёкла, состоящие из двух половин.
Тем не менее и освоение новой собственной кабины на КрАЗе затянулось на две с половиной пятилетки. Завод постоянно просил оснастку, которую Минавтопром СССР не выделял. Выполнять план производства заводу по-прежнему позволял выпуск старых моделей 255, 256, 257, 258, которые к 1970-м годам окончательно морально устарели. Только во второй половине 1970-х ситуация с освоением новых КрАЗов начала слегка сдвигаться. С 1978 года по обходной технологии, малой серией кабины 250-го семейства начали строить, таким образом стало возможным запустить в производство хотя бы бортовые машины КрАЗ-250 (6Х4) и армейский КрАЗ-260 (6Х6). При этом после испытаний на жесткость проведённых в 70-х годах в кабинах пришлось отказаться от многих «излишних» или хрупких элементов. Так исчезли небольшие боковые окошки, идущие после дверей и заходящие на задние стенки, изменилось и лобовое остекление, для дополнительной прочности оно стало состоять из четырёх составных частей. Также в результате введения ГОСТ 8769—75, приводившего советские грузовики в соответствие с рекомендациями ЕЭК ООН (ныне правила № 48), изменилось расположение светотехнических приборов: головные фары переместили в бампер, а указатели поворота, наоборот, на место первых в крылья.
Несмотря на то, что производство КрАЗ-250 стартовало в 1978-м, было оно ещё условным, поэтому в производственной программе старые модели грузовиков сохранялись и достаточно долго. По итогам первых лет эксплуатации КрАЗ-250 встал вопрос о его модернизации. Особенно остро стоял вопрос о его «оперении», крыльях. Оно было сложно в изготовлении из-за своей оригинальной формы с обратным наклоном, созданной по моде 1960-х годов. Поэтому к началу 90-х оперение поменяли на более простое трапециевидное.
КрАЗ-250 является совместной разработкой Кременчугского автозавода, НАМИ и МВТУ имени Н. Э. Баумана.
80,9 % деталей КрАЗ-250 и КрАЗ-260 изначально унифицированы. Передняя ось, бездисковые колёса и радиальные шины КрАЗ-250 унифицированы с МАЗ-500А.
В 1981 году НИИАТМ была разработана капроново-вискозная ткань для сидений большегрузных автомобилей КамАЗ, в структуру которой входило до 45 % вискозных нитей, обладающих высокой гигроскопичностью. В 1982 году ткань была внедрена для обивки сидений КрАЗ-250.
Планы производства Кременчугского автозавода предусматривали постепенное прекращение производства старых моделей и переход на производство КрАЗ-250 и КрАЗ-260 во второй половине 1980-х годов. В 1989 году на выездном заседании коллегии Министерства автомобильного и сельскохозяйственного машиностроения СССР был вынесен на рассмотрение вопрос о разработке и освоении производства новых грузовых автомашин автомобилестроительными предприятиями СССР. В ходе рассмотрения вопроса было установлено, что «объединение „АвтоКрАЗ“ срывает переход на выпуск автомобилей КрАЗ-250 и КрАЗ-260 к 1990 году», после чего была утверждена программа необходимых к выполнению мероприятий, направленных на освоение производства автомашины в 1990 году.
В 1992 году были созданы седельный тягач КрАЗ-6443 и самосвал КрАЗ-6510. Все эти модели имели укороченную базу (4080+1400 мм) и были унифицированы по основным агрегатам и узлам с КрАЗ-250.
В 1993 году были выпущены 7015 шасси КрАЗ-250, изготовление КрАЗ-250 по отдельному заказу Кременчугский автозавод предлагал до 1994 года.

## Технические характеристики
Кабина цельнометаллическая трёхместная, создана в соответствии с государственными стандартами ГОСТ СССР и соответствовала стандартам СЭВ и ЕЭК ООН, оснащена радиостанцией.
Конструкция бортовой платформы КрАЗ-250 отличалась от платформы КрАЗ-257 металлическими боковыми бортами из гнутого профиля и изменёнными запорами бортов.
Напряжение бортовой сети — 24 В.
Колёса бездисковые. Шины пневматические, камерные, размера 11,00R—20 (300R—508).

## Варианты и модификации

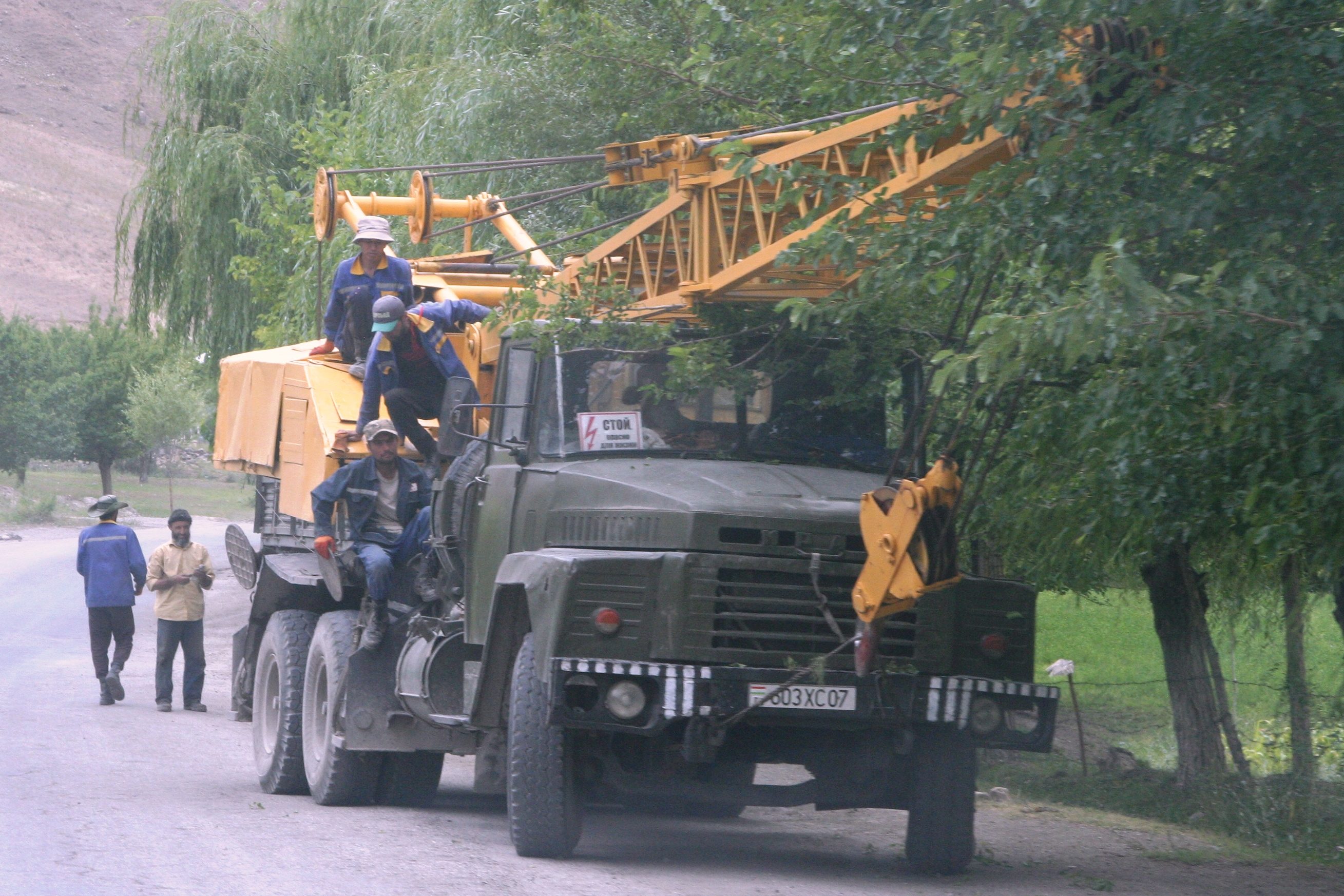
Автокран на шасси КрАЗ-250К

- КрАЗ-250 — базовая модель, бортовой грузовик с грузоподъёмностью 14,5 тонн, максимальной скоростью 75 км/ч и потреблением топлива 33 л на 100 км. Кузов — бортовая платформа 5770 × 2450 мм с деревянными откидными боковыми и задним бортами. Ресурс до первого капитального ремонта изначально составлял 200 тысяч км[1][3], в дальнейшем был увеличен до 220 тысяч км[14].
- КрАЗ-250В — седельный тягач.
- КрАЗ-250К — шасси для монтажа автомобильных кранов производства Дрогобычского завода автомобильных кранов и Камышинского кранового завода.
- КрАЗ-251 — опытный 14-тонный самосвал с задней разгрузкой.
- КрАЗ-252[9] — седельный тягач.

Кроме того, на шасси КрАЗ-250 монтировались различные кузовы и оборудование
В октябре 2014 года работниками ООО «Оболонь-Агро» (ПГТ Чемеровцы Хмельницкой области) на шасси бортового КрАЗ-250 был построен бронированный грузовик, который был передан в 7-ю бригаду тактической авиации ВВС Украины.

## Страны-эксплуатанты
- Украина:[16] некоторое количество используется в вооружённых силах Украины[17][18][19]
- Сирия: в июне 2018 года несколько КрАЗ-250 из наличия вооружённых сил России были переданы сирийской армии[20]